# Fabrice Debrabant
Fabrice Debrabant est un coureur cycliste français, né le 15 mars 1965. Il est l'un des coureurs emblématiques du peloton amateur français, comptant près de 270 victoires depuis ses débuts dans le cyclisme. En fin de saison 2015, il annonce la fin de sa carrière, à 50 ans, après une dernière course disputée à Deerlijk, en Belgique.

## Palmarès
- 1984
  - Grand Prix de Honnecourt
- 1985
  - 3e du Circuit de la Vallée de l'Aa
- 1988
  - 3e du Grand Prix de la ville de Pérenchies
- 1990
  - Circuit du Pévèle
  - 2e du Grand Prix de Beuvry-la-Forêt
- 1991
  - Grand Prix de Loon-Plage
  - Grand Prix de Hergnies
  - 3e du Circuit du Port de Dunkerque
- 1993
  - 3e du Grand Prix de Beuvry-la-Forêt
- 1994
  - Prix de Saint-Souplet
- 1995
  - Grand Prix de Rieux
  - Grand Prix de Prouvy
  - Grand Prix de Dourges
  - 2e du Circuit du Pévèle
  - 3e du Grand Prix des Marbriers
  - 3e du Circuit du Port de Dunkerque
- 1996
  - Circuit du Pévèle
- 1997
  - Grand Prix de Torhout
- 1998
  - Grand Prix de Beuvry-la-Forêt
  - 3e du Circuit du Port de Dunkerque
- 1999
  - Circuit du Port de Dunkerque
  - 3e du Grand Prix de la ville de Pérenchies
- 2000
  - 2e du Circuit du Port de Dunkerque
  - 3e du Grand Prix de la ville de Pérenchies
- 2002
  - 2e du Grand Prix Yvon Vion à Pont-sur-Sambre
- 2003
  - Grand Prix de Saint-Aubert
- 2004
  - 2e du Prix de Saint-Souplet
- 2005
  - 2e du Grand Prix de Gommegnies
- 2006
  - 2e du Grand Prix de la ville de Pérenchies
  - 2e du Grand Prix d'Assevent
- 2007
  - Grand Prix de Sin-le-Noble
  - 2e du Grand Prix de Vieux-Condé
- 2008
  - 2e du Grand Prix de Sin-le-Noble
- 2009
  - Grand Prix de Raismes
  - Grand Prix de Tournai
  - 2e du Grand Prix de Beselare
  - 2e du Grand Prix de la ville d'Haillicourt
- 2012
  - 3e du Grand Prix de Pommeroeuil
  - 3e du Grand Prix de Bissegem
- 2013
  - Grand Prix de Saint-Aubert
  - 2e du Grand Prix de Waziers
  - 2e du Grand Prix de Sin-le-Noble
  - 3e du Grand Prix de Comines
- 2014
  - Grand Prix Paul Mametz à Longuenesse

## Classements mondiaux
| Année           | 2006 |
| --------------- | ---- |
| UCI Europe Tour | 514e |